# Lecanora novaehollandiae
Lecanora novaehollandiae är en lavart som beskrevs av Helge Thorsten Lumbsch. 
Lecanora novaehollandiae ingår i släktet Lecanora och familjen Lecanoraceae. Inga underarter finns listade i Catalogue of Life.